# Prešov
Prešov (Hongaars: Eperjes, Oekraïens: Prjasjiv; Пряшів, Duits, hist.: Eperies of Preschau) is een stad in het noordoosten van Slowakije. Het is de derde stad van het land (91.782 inwoners tijdens volkstelling 2011) en de hoofdstad van de Prešovský kraj. De stad ligt aan de rivier de Torysa op bijna 40 km van Košice en is het centrum van de landstreek Šariš. De stad heeft een historische binnenstad en is het culturele centrum van de Oekraïense minderheid in Slowakije: in Prešov bevindt zich de enige Grieks-Katholieke bisschopszetel van het land. Ook de enige zoutfabriek van Slowakije staat in Prešov. De zoutwinning heeft in deze streek een lange geschiedenis.

## Geschiedenis
De streek rond Prešov was ten tijde van de Hallstattcultuur al bewoond. De eerste vermelding van de stad zelf dateert uit 1247. In de dertiende eeuw kwamen op uitnodiging van de koning van Hongarije Duitse en Vlaamse immigranten naar de stad, die in de buurt van zoutmijnen lag. De stad kreeg in 1299 stadsrechten en in 1324 verhief koning Karel Robert haar tot Vrije Koninklijke Stad. In de 16de eeuw beleefde de stad een economische bloeitijd. Prešov werd een centrum van de kerkhervorming. In 1656 werden er boeken gedrukt. De stad behoorde inmiddels tot het Oostenrijkse "Koninklijk Hongarije" (sinds 1526).
Dieptepunten in de geschiedenis van de stad zijn het Bloedbad van Eperjes (1687), waarbij de Oostenrijkse generaal Antonio Caraffa 24 vermogende burgers liet terechtstellen als vergelding voor hun steun aan de anti-Habsburgse opstand onder Imre Thököly, en de pestepidemieën van 1696 en 1710. In 1887 leed de stad bij een grote brand veel schade.
In de negentiende eeuw kreeg Prešov dankzij de reputatie van zijn onderwijsinstellingen de bijnaam het "Athene aan de Torysa". De stad werd in 1883 aangesloten op het spoorwegnet. Toch raakte de stad economisch op achterstand in vergelijking met het naburige Košice.
Na de Eerste Wereldoorlog werd Prešov toegewezen aan Tsjechoslowakije, nadat in juni 1919 in Prešov de kortstondige Slowaakse Radenrepubliek was uitgeroepen. Toen het zuiden van Tsjechoslowakije in 1938 bij de Eerste Scheidsrechterlijke Uitspraak van Wenen aan Hongarije werd toegewezen, betekende dat een opleving voor Prešov, omdat veel instellingen vanuit het bezette Košice naar Prešov uitweken. De stad kreeg bijvoorbeeld in 1944 voor het eerst een professioneel theater.
In het naoorlogse communistische Tsjechoslowakije onderging Prešov grootschalige industrialisatie. De bevolking nam toe van 28.000 in 1950 tot 91.000 in 1990. Waren in 1910 van de 16.323 inwoners er nog 7976 Hongaars, 6494 Slowaaks, en 1404 Duits, de verhoudingen zijn sindsdien grondig veranderd in het voordeel van de Slowaken.

## Bevolking

### Ontwikkeling van het inwonertal
| Jaar            | 1994   | 2004   | 2014   | 2024   |
| --------------- | ------ | ------ | ------ | ------ |
| Aantal personen | 92.013 | 91.767 | 90.187 | 81.702 |
| Verschil        |        | −0,26% | −1,72% | −9,40% |

| Jaar            | 2023   | 2024   |
| --------------- | ------ | ------ |
| Aantal personen | 82.286 | 81.702 |
| Verschil        |        | −0,70% |

### Bevolkingssamenstelling
- 1910 16 323 inwoners 7976 Hongaren, 6494 Slowaken, 1404 Duitsers en 170 Roma, 47 Roethenen, 4 Kroaten, 2 Serviërs en 226 overige nationaliteiten.
- 1930 21 775 inwoners 16 525 Tsjechoslowaken, 1702 Joden, 947 Duitsers, 937 Hongaren, 557 Roethenen en 1107 overige nationaliteiten.
- 1991 87 765 inwoners 83 057 Slowaken, 1218 Oekraïners, 1094 Roma, 889 Tsjechen, 842 Roethenen, 188 Hongaren, 87 Moraviërs, 2 Sileziërs en 388 overige nationaliteiten.
- 2001 92 786 inwoners 86 910 Slowaken, 1323 Roma, 1111 Roethenen, 1107 niet aangegeven, 1039 Oekraïners, 777 Tsjechen, 208 Hongaren, 52 Russen, 45 Moraviërs, 43 Polen, 42 Bulgaren, 42 Duitsers, 9 Serviërs, 7 Joden, 5 Kroaten en 66 andere nationaliteiten.
- 2011 91 782 inwoners 74 469 Slowaken, 12 669 onbekend, 1 562 Roma, 1 455 Roethenen, 643 Oekraïners, 443 Tsjechen, 154 overige nationaliteiten, 128 Hongaren, 66 Russen, 46 Moraviërs, 41 Polen, 41 Duitsers, 30 Bulgaren, 16 Joden, 11 Serviërs, 8 Kroaten.

## Stadsbeeld
De opvallendste gebouwen in de binnenstad van Prešov staan aan de Hoofdstraat (Hlavná ulica), dat in feite een langgerekt plein is, op dezelfde wijze als ook Košice en veel andere Slowaakse steden zijn opgezet. Midden op het plein bevindt zich de driebeukige laat-gotische St. Nicolaaskerk (Kostol sv. Mikuláša), die in 1515 werd voltooid. De toren is een neogotische creatie uit 1903 van Frigyes Schulek, de architect van het Vissersbastion in Boedapest. Direct achter de St. Nicolaaskerk bevindt zich de lutherse kerk, gebouwd in renaissancestijl.
Aan de Hoofdstraat bevinden zich nog enkele opmerkelijke renaissancegebouwen: het Rákóczipaleis, dat thans een museum huisvest, en het Klobusiczkypaleis. Aan het plein staat ook het stadhuis, dat in zijn huidige vorm een barokgebouw is, maar oorspronkelijk ouder is. Vanaf het balkon werd in 1919 de Slowaakse Radenrepubliek uitgeroepen. Achter het stadhuis bevindt zich de gevangenis van Caraffa, een van de weinige overgebleven gotische gebouwen in Prešov.
Van de in de 18de eeuw ontmantelde vestingwerken resteert weinig: aan de noordkant van de Hoofdstraat bevindt zich nog een bastion en aan de westkant van de binnenstad de Florianpoort (Floránová Brána).

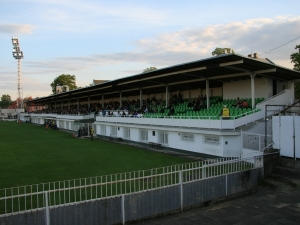
Štadión Tatran

## Sport
Prešov is de thuishaven van 1. FC Tatran Prešov, een voetbalclub uit de hoogste divisie van het Midden-Europese land, de Corgoň Liga, die zijn thuiswedstrijden speelt in het Štadión Tatran.

## Geboren
- Emil Dessewffy (1814-1866), Hongaars politicus
- Pál Maléter (1917-1958), Hongaarse legerleider Hongaarse opstand
- Ladislav Pavlovič (1926-2013), voetballer
- Milan Timko (1972), voetballer
- Peter Hlinka (1978), voetballer
- Jakub Novák (1988), wielrenner

## Bereikbaarheid
Prešov is bereikbaar bij middel van het openbaar vervoer:
- met de trein: het treinstation Prešov is gelegen aan de straat: "Košica", dicht bij het stadscentrum,
- met de autobus: aan de voorgevel van het treinstation is een bushalte voor stedelijk en regionaal vervoer.

## Afbeeldingen

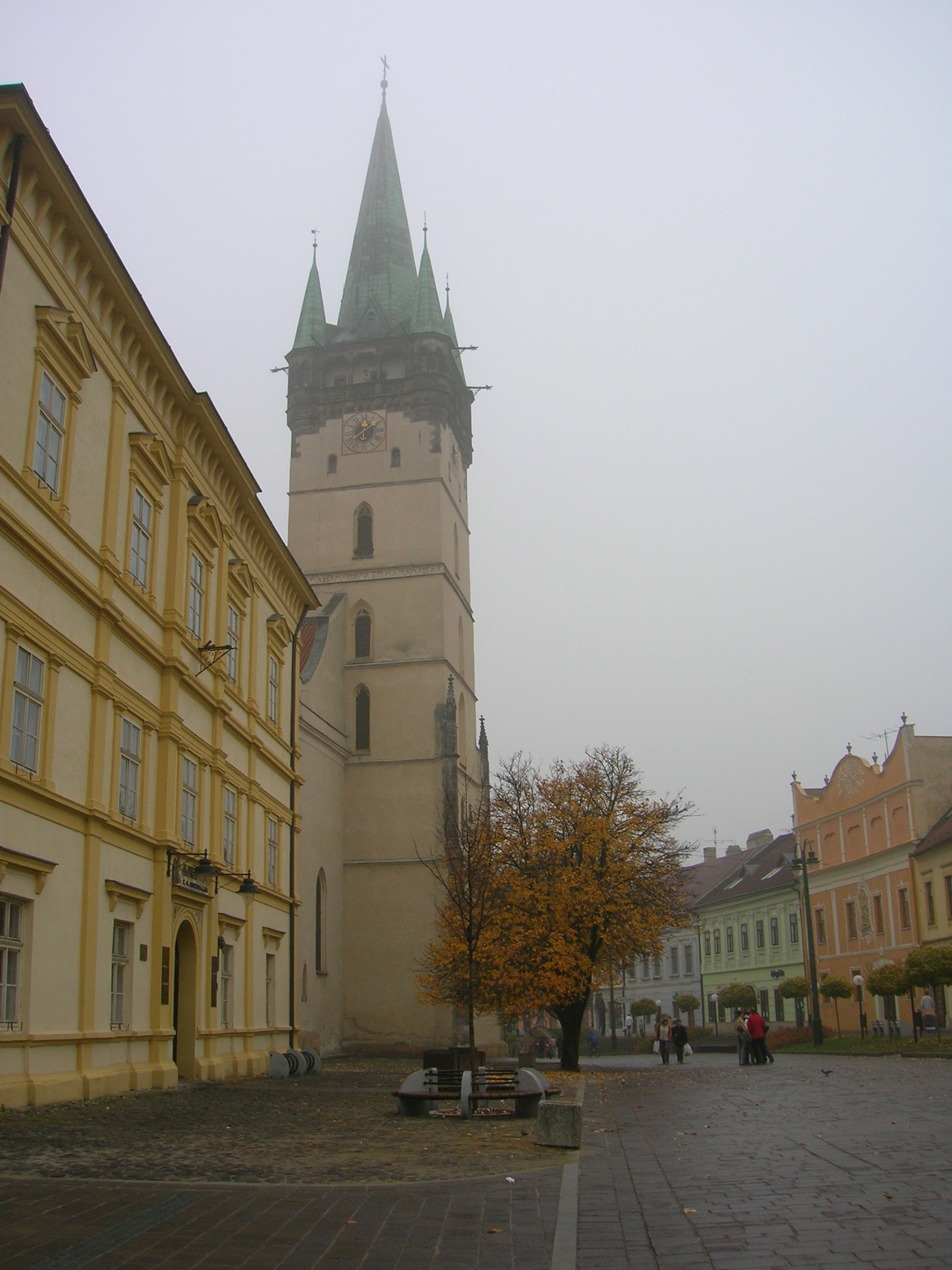
Hlavná, de brede hoofdstraat
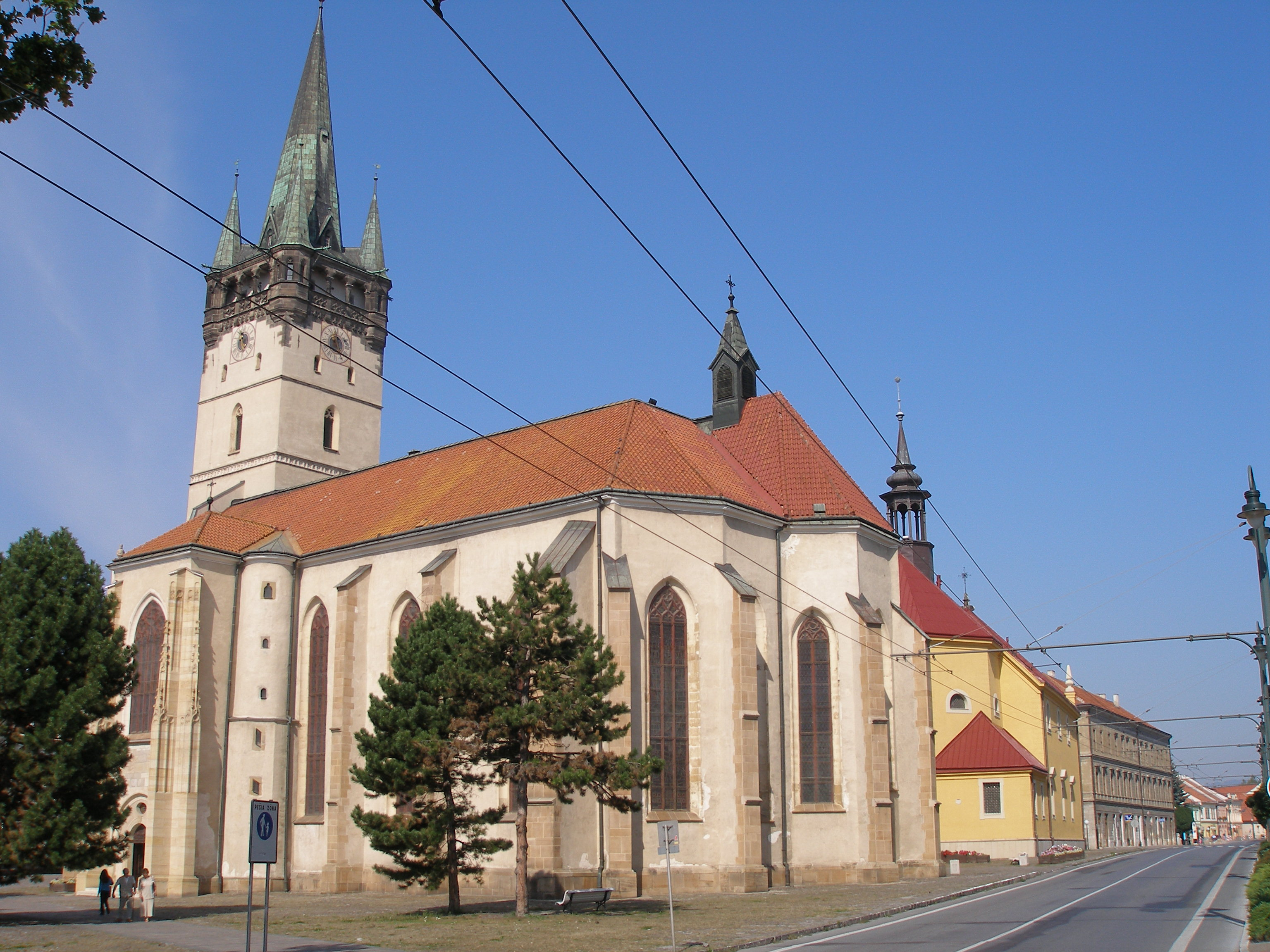
St. Nicolaaskerk
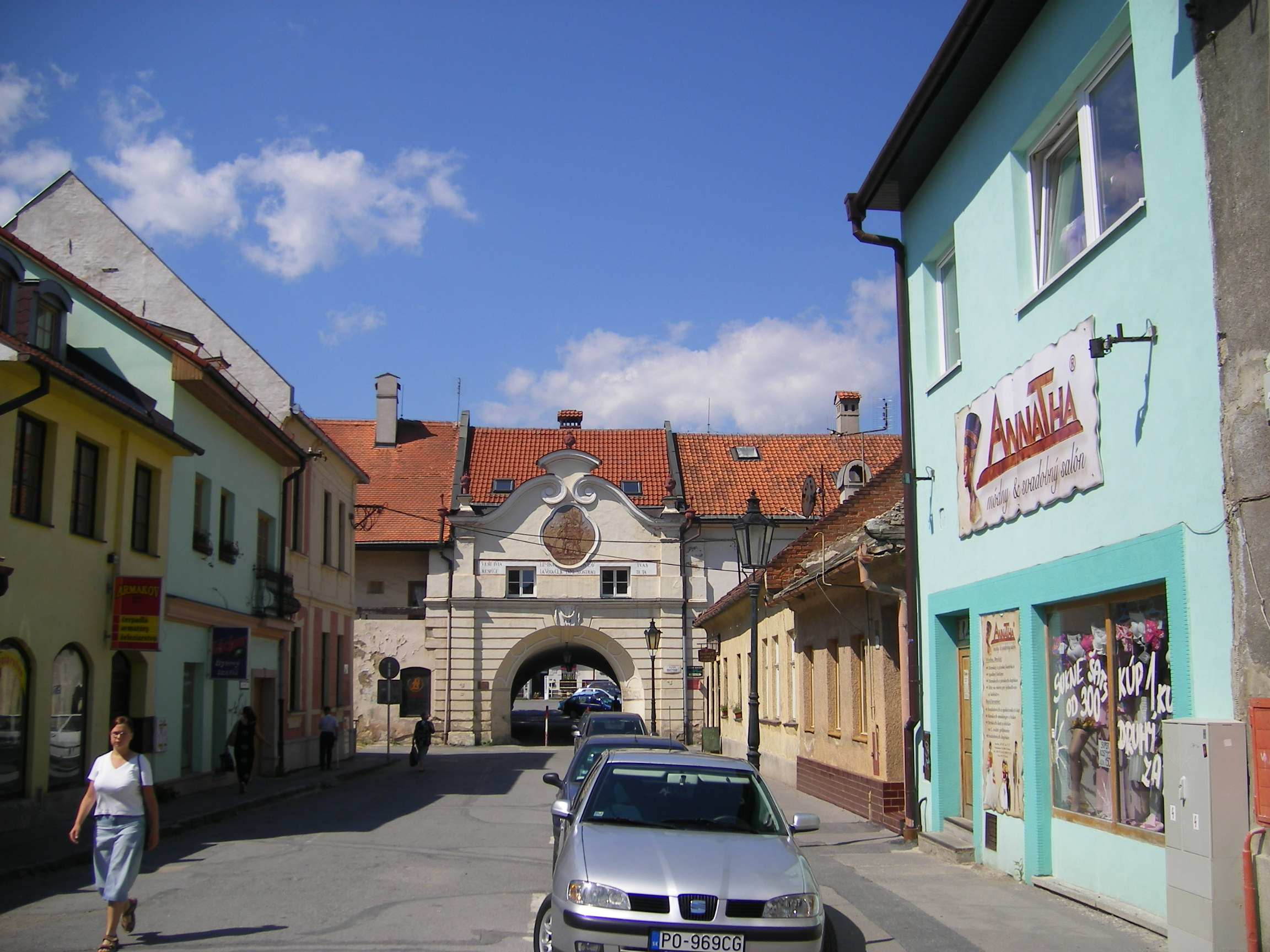
Flórián stadspoort

Banská Bystrica · Bardejov · Bratislava · Humenné · Komárno · Košice · Levice · Liptovský Mikuláš · Martin · Michalovce · Nitra · Nové Zámky · Poprad · Považská Bystrica · Prešov · Prievidza · Ružomberok · Spišská Nová Ves · Trenčín · Trnava · Žilina · Zvolen
Abranovce · Bajerov · Bertotovce · Brestov · Bretejovce · Brežany · Bzenov · Čelovce · Červenica · Demjata · Drienov · Drienovská Nová Ves · Dulova Ves · Fintice · Fričovce · Fulianka · Geraltov · Gregorovce · Haniska · Hendrichovce · Hermanovce · Hrabkov · Chmeľov · Chmeľovec · Chmiňany · Chminianska Nová Ves · Chminianske Jakubovany · Janov · Janovík · Kapušany · Kendice · Klenov · Kojatice · Kokošovce · Krížovany · Kvačany · Lada · Lažany · Lemešany · Lesíček · Ličartovce · Lipníky · Lipovce · Ľubotice · Ľubovec · Lúčina · Malý Slivník · Malý Šariš · Medzany · Miklušovce · Mirkovce · Mošurov · Nemcovce · Okružná · Ondrašovce · Ovčie · Petrovany · Podhorany · Podhradík · Prešov · Proč · Pušovce · Radatice · Rokycany · Ruská Nová Ves · Sedlice · Seniakovce · Suchá Dolina · Svinia · Šarišská Poruba · Šarišská Trstená · Šarišské Bohdanovce · Šindliar · Široké · Štefanovce · Teriakovce · Terňa · Trnkov · Tuhrina · Tulčík · Varhaňovce · Veľký Slivník · Veľký Šariš · Víťaz · Vyšná Šebastová · Záborské · Záhradné · Zlatá Baňa · Žehňa · Žipov · Župčany